# Anisopodus curvilineatus
Anisopodus curvilineatus là một loài bọ cánh cứng trong họ Cerambycidae.